# Jorge Muñoz Luna
Jorge Alejandro Muñoz Luna (Linares, Región del Maule, 21 de diciembre de 1961), conocido popularmente como Pindinga Muñoz, es un exfutbolista chileno. Jugaba de Extremo militando en diversos clubes de Chile y el extranjero.

## Trayectoria
El Pindinga debutó en 1979 en Deportes Linares, club de su ciudad natal que en ese momento se desempeñaba en Segunda División. Tras mostrar buen desempeño ante el entrenador de San Luis, Eduardo Punto Silva, el Pindinga ficha por este cuadro en 1980.
Debuta con el equipo quillotano ante San Antonio Unido, ese mismo año, convirtiendo además el único gol del encuentro, desde entonces participa en  importantes actuaciones que le hacen ganar reconocimiento a nivel nacional al formar un interesante tridente delantero con Patricio Yáñez y Víctor Cabrera. Ese año San Luis gana de forma contundente las dos competencias de Segunda División y logra un histórico ascenso.
Luego del ascenso el equipo solo se mantiene una temporada en Primera División, juega 1982 en Segunda y logra nuevamente un ascenso en la última temporada que Muñoz se mantuvo en el plantel.
En 1984 es contratado por Huachipato, donde consigue un alto rendimiento, consecuencia de lo anterior, es citado por primera vez a la selección nacional. En diciembre de 1985, cuando llevaba 9 goles en 23 partidos por el torneo, es fichado por el RCD Mallorca de la Segunda División de España en reemplazo del finés Mika Lipponen. En Mallorca logra un bajo desempeño, por lo cual retorna a Chile antes de la fecha estipulada.
En marzo de 1986 ficha por la Universidad Católica, club donde al año siguiente logra su primer Campeonato Nacional. Tras dejar el equipo cruzado para llegar a Cobreloa en 1988, repite otro campeonato el mismo año.
Muñoz se mantiene en Cobreloa hasta 1990, año en que es contratado por Santiago Wanderers para la temporada 1991, club en el que no muestra un buen rendimiento y hace un hiato en su carrera para dedicarse a la regencia de su gimnasio en Quillota.
En 1992 retorna a San Luis que estaba en Tercera División para jugar la liguilla de ascenso con gran expectación, pero el equipo solo remata cuarto y se mantiene en el fútbol amateur. 
Regresa al fútbol profesional en Audax Italiano que jugaba en Segunda División, donde se mantiene por un breve periodo para retornar en 1993 de la mano de Ignacio Prieto, mismo entrenador con el que fue campeón en 1987, a una Universidad Católica que poseía una importante carga de partidos (el equipo cruzado llegó ese año a la final de la Copa Libertadores), su segundo ciclo en San Carlos de Apoquindo no fue con las mismas luces del anterior, por lo que en 1994 ficha en Provincial Osorno.
En 1995 Muñoz recala en Deportes Antofagasta, club donde juega a un buen nivel, pero que tras buenas campañas, desciende en 1997. Es entonces cuando vuelve a Huachipato en 1998 de la mano del entrenador croata Andrija Perčić que lo dirigió en Antofagasta. 
El año 1999 ya en la etapa final de su carrera, acepta una oferta del Jacksonville Cyclones, club que se disuelve el mismo año de su llegada por problemas financieros. Por consiguiente Pindinga se retira del fútbol profesional y se radica en Estados Unidos.

## Selección nacional
Debutó el 9 de octubre de 1985 por la selección de fútbol de Chile, bajo la dirección técnica de Pedro Morales y en un partido amistoso ante Paraguay en Asunción. Posterior a este duelo donde fue titular, alineó en otros dos amistosos el mismo mes, ante Uruguay y Paraguay en Santiago, los días 16 y 19 respectivamente.
El 17 de noviembre de ese mismo año consigue su debut en partidos oficiales, en el marco del repechaje por las Eliminatorias para México 1986, Chile necesitaba derrotar a Paraguay por una diferencia mayor a tres goles. Muñoz ingresó en el entretiempo y consiguió su primer y único gol por el combinado rojo, el empate a 2-2 en el minuto 80' de partido, resultado que no fue suficiente para la clasificación. 
Tras estos partidos, no volvió a jugar por el representativo chileno. Finalizando con un saldo de 4 partidos jugados y 1 gol convertido.

### Participaciones Internacionales

#### En Eliminatorias Sudamericanas
| Eliminatorias                    | Equipo            | Resultado |
| -------------------------------- | ----------------- | --------- |
| Eliminatorias Sudamericanas 1986 | Selección chilena | Eliminado |

### Partidos internacionales
| Partidos internacionales | Partidos internacionales | Partidos internacionales                         | Partidos internacionales | Partidos internacionales | Partidos internacionales | Partidos internacionales | Partidos internacionales | Partidos internacionales | Partidos internacionales    |
| N.º                      | Fecha                    | Estadio                                          | Local                    | Resultado                | Visitante                | Goles                    | Asistencias              | DT                       | Competición                 |
| ------------------------ | ------------------------ | ------------------------------------------------ | ------------------------ | ------------------------ | ------------------------ | ------------------------ | ------------------------ | ------------------------ | --------------------------- |
| 1                        | 9 de octubre de 1985     | Estadio Defensores del Chaco, Asunción, Paraguay | Paraguay                 | 0-0                      | Chile                    |                          |                          | Pedro Morales            | Amistoso                    |
| 2                        | 17 de octubre de 1985    | Estadio Nacional, Santiago, Chile                | Chile                    | 1:0                      | Uruguay                  |                          |                          | Pedro Morales            | Amistoso                    |
| 3                        | 19 de octubre de 1985    | Estadio Nacional, Santiago, Chile                | Chile                    | 0:0                      | Paraguay                 |                          |                          | Pedro Morales            | Amistoso                    |
| 4                        | 17 de noviembre de 1985  | Estadio Nacional, Santiago, Chile                | Chile                    | 2:2                      | Paraguay                 | Anotado                  |                          | Pedro Morales            | Clasificatorias México 1986 |
| Total                    | Total                    | Total                                            | Presencias               | 4                        | Goles                    | 1                        |                          |                          |                             |

| Selección chilena | Selección chilena | Selección chilena |
| Año               | Partidos          | Goles             |
| ----------------- | ----------------- | ----------------- |
| 1985              | 4                 | 1                 |
| Total             | 4                 | 1                 |

## Clubes
| Club                  | País           | Año       |
| --------------------- | -------------- | --------- |
| Deportes Linares      | Chile          | 1979      |
| San Luis              | Chile          | 1980-1983 |
| Huachipato            | Chile          | 1984-1985 |
| RCD Mallorca          | España         | 1986      |
| Universidad Católica  | Chile          | 1986-1987 |
| Cobreloa              | Chile          | 1988-1990 |
| Santiago Wanderers    | Chile          | 1991      |
| San Luis              | Chile          | 1992      |
| Audax Italiano        | Chile          | 1993      |
| Universidad Católica  | Chile          | 1993      |
| Provincial Osorno     | Chile          | 1994      |
| Deportes Antofagasta  | Chile          | 1995-1997 |
| Huachipato            | Chile          | 1998      |
| Jacksonville Cyclones | Estados Unidos | 1999      |

## Palmarés
| Título                               | Club                 | País  | Año  |
| ------------------------------------ | -------------------- | ----- | ---- |
| Copa Apertura de la Segunda División | San Luis             | Chile | 1980 |
| Primera B                            | San Luis             | Chile | 1980 |
| Primera División                     | Universidad Católica | Chile | 1987 |
| Primera División                     | Cobreloa             | Chile | 1988 |

## Vida personal
Fue mayormente reconocido con su apodo de Pindinga el cual se origina por la deformación de la palabra Pitinga, nombre que sus amigos de infancia en Linares le daban a cierto tipo de pájaro que se movía con rapidez, haciendo una analogía a su forma de jugar. En 1999 el equipo por el que había fichado por dos temporadas, el Jacksonville Cyclones se disolvió, aun así siguió radicado en Jacksonville con su mujer y sus tres hijos para posteriormente trasladarse a San Agustín. Actualmente sigue ligado al fútbol como preparador de arqueros de una escuela de fútbol.